# シエンシアーノ
クルブ・スポルティーボ・シエンシアーノ（スペイン語: Club Sportivo Cienciano）はペルー・クスコに本拠地を置くサッカークラブ。シエンシアスCienciasは「科学」を意味するスペイン語である。メルガルとレアル・ガルシラソとデポルティーボ・ガルシラソに対して長い間ライバル意識を持っている。

## 歴史
1901年、クスコ大学理学部（Colegio Nacional de Ciencias）の学生らによって創設され、地域のリーグ戦やトーナメント戦などに参戦した。1966年、クトゥトゥと呼ばれたエクトル・ラドロン・デ・ゲバラ（Héctor Ladrón de Guevara）はクラブ史上初めてペルー代表のキャプテンを務めた。1972年にはプリメーラ・ディビシオンが開始されたが、シエンシアーノは4年後の1976年に降格した。1988年、ペルーサッカー協会はシエンシアーノに南部地区リーグでプレーするよう求めた。1991年には南部地区リーグで優勝し、1992年には再びプリメーラ・ディビシオンに参戦した。1994年には降格の危機に陥ったが、トップリーグに残留を果たした。
2003年のコパ・スダメリカーナではフレディ・テルネーロ監督に率いられて優勝を果たした。ペルー/ペルー予選ではペルー王者のスポルティング・クリスタルを破り、その後はアリアンサ・リマ（ペルー）、CDウニベルシダ・カトリカ（チリ）、コパ・リベルタドーレスでの優勝経験があるアトレティコ・ナシオナル（コロンビア）、コパ・リベルタドーレスで2度の優勝経験があるサントスFC（ブラジル）を破って決勝に進出した。ペルーのクラブが国際大会の決勝に進出したのは1972年のウニベルシタリオ・デポルテスと1997年のスポルティング・クリスタル（いずれもコパ・リベルタドーレス）以来であり、史上3度目の出来事であった。
決勝では南米屈指のビッグクラブとして知られるCAリーベル・プレート（アルゼンチン）と対戦し、ブエノスアイレスで行われたファーストレグでは3-3と引き分けたが、ホームではカルロス・ルーゴのフリーキックから決勝点を挙げ、2試合合計4-3でCAリーベル・プレートを破って優勝を決めた。本拠地のエスタディオ・ガルシラソの収容人数不足を南米サッカー連盟（CONMEBOL）に指摘されたことから、このセカンドレグは本来FBCメルガールの本拠地として使用されているアレキーパで行われた。過去に国際大会の決勝に進出したペルーのクラブはともに準優勝に終わっており、シエンシアーノはペルーで初めて国際大会を制覇したクラブとなった。2004年のレコパ・スダメリカーナ（南米におけるUEFAスーパーカップのような大会）では、前年のコパ・リベルタドーレスを制して出場権を獲得したボカ・ジュニアーズ（アルゼンチン）をアメリカのフォートローダーデールで破って優勝した。ボカ・ジュニアーズもやはり南米の巨人として知られるが、120分を1-1で終えた後のPK戦を4-2で制してタイトル獲得を決めた。 
シエンシアーノはプリメーラ・ディビシオンで年間優勝を飾ったことがない。2001年にはシーズン優勝を果たしたが、年間王者を決める優勝決定戦ではPK戦の末にアリアンサ・リマに敗れている。2006年も同様であり、再び優勝決定戦でアリアンサ・リマに敗れた。2006年から2008年には毎年コパ・リベルタドーレスに出場しているが、いずれもセカンドラウンド（グループステージ）で敗退した。

## スタジアム

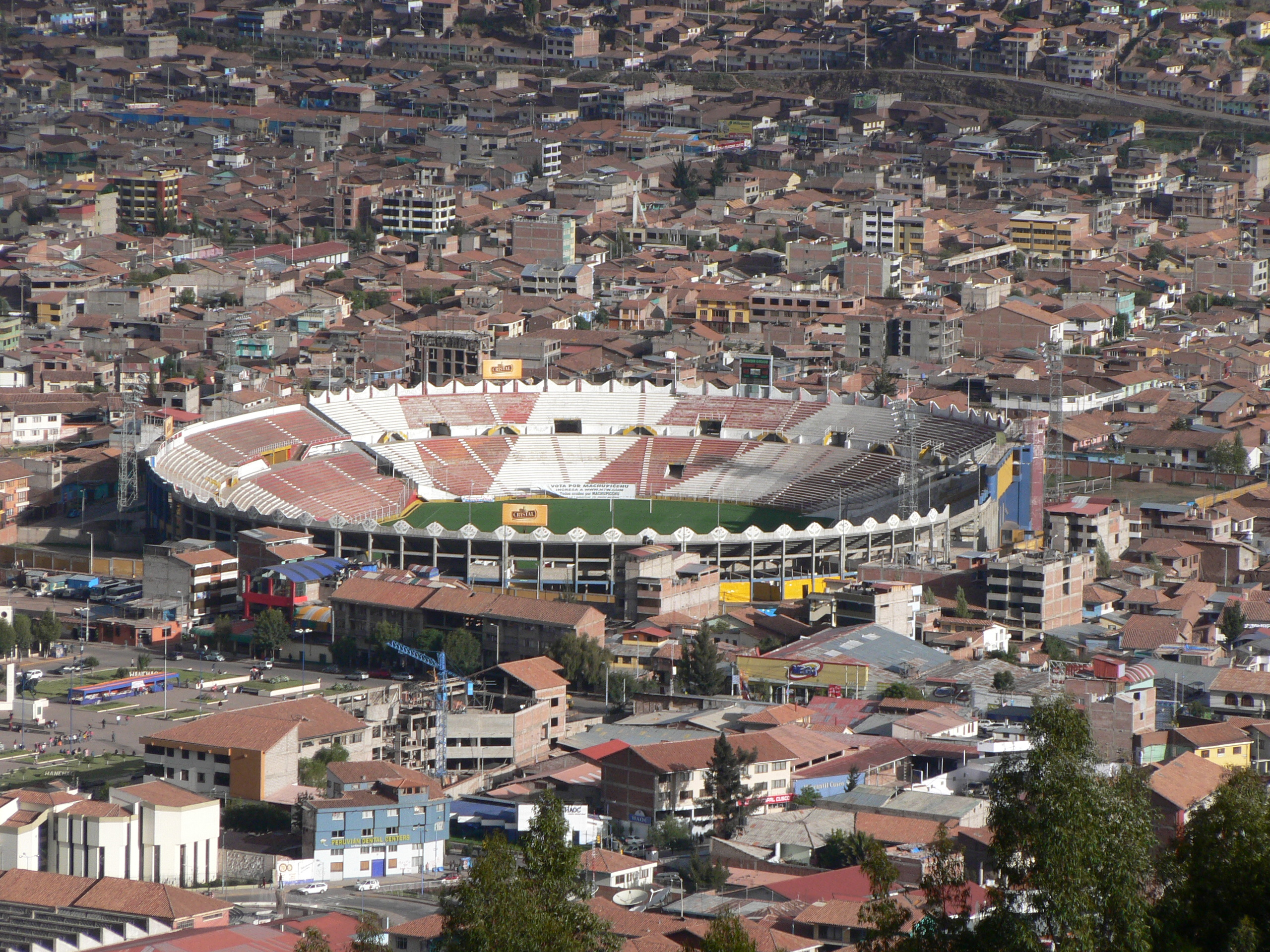
エスタディオ・インカ・ガルシラソ・デ・ラ・ベガ

シエンシアーノはクスコにあるエスタディオ・ガルシラソ・デ・ラ・ベガをホームスタジアムとして使用している。エスタディオ・ガルシラソは1950年に落成したが、この時は22,000人収容であり、陸上トラックを有していた。2000年代には南米カップ戦で好成績を収めるとともに、コパ・アメリカ2004のペルー開催が決定したため、2004年には陸上トラックが撤廃され、収容人数42,000人に拡張された。

## タイトル

### 国内タイトル
- プリメーラ・ディビシオン

準優勝 (3): 2001, 2005, 2006
- トルネオ・アペルトゥーラ

優勝 (1): 2005
準優勝 (2): 2004, 2007
- トルネオ・クラウスーラ

優勝 (2): 2001, 2006
- コパ・ペルー

準優勝 (1): 1973

### 国際タイトル
- コパ・スダメリカーナ

優勝 (1): 2003
- レコパ・スダメリカーナ

優勝 (1): 2004

## 成績

### リーグ戦の成績
リーグ戦の通算成績である。2008年まではアペルトゥーラとクラウスーラのステージ優勝クラブが優勝決定戦を行って年間優勝クラブを決定していたため、必ずしも通算成績で最上位のクラブが優勝となったわけではない。2009年と2010年は全クラブが参加するリーグ戦であるファーストステージを行った後、均等になるようにリギージャAとリギージャBに分け、再びリーグ戦を行い、両リーグの最上位クラブが優勝決定戦を行った。2011年以降は全クラブが参加するリーグ戦のみで年間優勝クラブを決定している。
| シーズン | ディビジョン | 試合数 | 勝利 | 分け | 敗北 | 得点 | 失点 | 勝ち点 | アペルトゥーラ | クラウスーラ | 通算順位 |
| -------- | ------------ | ------ | ---- | ---- | ---- | ---- | ---- | ------ | -------------- | ------------ | -------- |
| 2003     | 1部          | 36     | 14   | 7    | 15   | 48   | 42   | 49     | 4位            | 8位          | 7位      |
| 2004     | 1部          | 52     | 29   | 14   | 9    | 94   | 54   | 101    | 2位            | 3位          | 1位      |
| 2005     | 1部          | 48     | 25   | 9    | 14   | 70   | 51   | 84     | 1位            | 5位          | 3位      |
| 2006     | 1部          | 44     | 22   | 8    | 14   | 66   | 48   | 74     | 4位            | 1位          | 3位      |
| 2007     | 1部          | 52     | 23   | 11   | 18   | 71   | 57   | 80     | 2位            | 3位          | 4位      |
| 2008     | 1部          | 52     | 23   | 11   | 18   | 71   | 57   | 80     | 4位            | 5位          | 4位      |

| シーズン | ディビジョン | 試合数 | 勝利 | 分け | 敗北 | 得点 | 失点 | 勝ち点 | 1stステージ | リギージャ | 通算順位 |
| -------- | ------------ | ------ | ---- | ---- | ---- | ---- | ---- | ------ | ----------- | ---------- | -------- |
| 2009     | 1部          | 44     | 14   | 16   | 14   | 58   | 63   | 58     | 8位         | 5位        | 9位      |
| 2010     | 1部          | 44     | 13   | 10   | 21   | 50   | 69   | 47     | 12位        | 7位        | 13位     |

| シーズン | ディビジョン | 試合数 | 勝利   | 分け   | 敗北   | 得点   | 失点   | 勝ち点 | 順位   |
| -------- | ------------ | ------ | ------ | ------ | ------ | ------ | ------ | ------ | ------ |
| 2011     | 1部          | 30     | 12     | 4      | 14     | 42     | 46     | 40     | 8位    |
| 2012     | 1部          | 開催中 | 開催中 | 開催中 | 開催中 | 開催中 | 開催中 | 開催中 | 開催中 |

### 南米カップ戦での戦績
- コパ・リベルタドーレス: 6回出場

2002: ベスト16
2004: ファーストラウンド敗退
2005: 予選敗退
2006: セカンドラウンド敗退
2007: セカンドラウンド敗退
2008: セカンドラウンド敗退
- コパ・スダメリカーナ: 2回出場

2003: 優勝
2009: ベスト16
- レコパ・スダメリカーナ: 1回出場

2004: 優勝
| コパ・スダメリカーナ | コパ・スダメリカーナ | コパ・スダメリカーナ | コパ・スダメリカーナ                        | コパ・スダメリカーナ |
| 年                   | ラウンド             | H/A                  | スコア                                      | 結果                 |
| -------------------- | -------------------- | -------------------- | ------------------------------------------- | -------------------- |
| 2003                 | ペルー/ペルー予選    | H                    | シエンシアーノ 1-0 アリアンサ・リマ         | ○                    |
| 2003                 | ペルー/ペルー予選    | A                    | シエンシアーノ 1-0 アリアンサ・リマ         | ○                    |
| 2003                 | チリ/ペルー予選      | H                    | シエンシアーノ 4-0 CDウニベルシダ・カトリカ | ○                    |
| 2003                 | チリ/ペルー予選      | A                    | シエンシアーノ 1-3 CDウニベルシダ・カトリカ | ●                    |
| 2003                 | 準々決勝             | A                    | シエンシアーノ 1-1 サントスFC               | △                    |
| 2003                 | 準々決勝             | H                    | シエンシアーノ 2-1 サントスFC               | ○                    |
| 2003                 | 準決勝               | A                    | シエンシアーノ 2-1 アトレティコ・ナシオナル | ○                    |
| 2003                 | 準決勝               | H                    | シエンシアーノ 1-0 アトレティコ・ナシオナル | ○                    |
| 2003                 | 決勝                 | A                    | シエンシアーノ 3-3 CAリーベル・プレート     | △                    |
| 2003                 | 決勝                 | H                    | シエンシアーノ 1-0 CAリーベル・プレート     | ○                    |

| レコパ・スダメリカーナ | レコパ・スダメリカーナ                        | レコパ・スダメリカーナ |
| 年                     | スコア                                        | 結果                   |
| ---------------------- | --------------------------------------------- | ---------------------- |
| 2004                   | シエンシアーノ 1-1(PK 4-2) ボカ・ジュニアーズ | △                      |

## 現所属メンバー
2025年1月29日現在
注：選手の国籍表記はFIFAの定めた代表資格ルールに基づく。
| No. | Pos. |              | 選手名                           |
| --- | ---- | ------------ | -------------------------------- |
| 2   | DF   | パラグアイ   | ダニーロ・オルティス             |
| 4   | DF   | ウルグアイ   | マキシミリアーノ・アモンダライン |
| 5   | MF   | ウルグアイ   | サンティアゴ・アリアス           |
| 6   | DF   | アルゼンチン | レオネル・ガレアーノ             |
| 7   | DF   | ペルー       | ホスエ・エストラーダ             |
| 8   | MF   | ウルグアイ   | アグスティン・ゴンサレス         |
| 9   | FW   | アルゼンチン | フアン・ロマニョーリ             |
| 10  | MF   | ペルー       | クリスティアン・クエバ           |
| 11  | FW   | ペルー       | ディディエ・ラ・トーレ           |
| 14  | MF   | ペルー       | クラウディオ・トレホン ()        |
| 16  | DF   | ペルー       | ペドロ・イバニェス               |
| 17  | FW   | ペルー       | オスナル・ノローニャ             |
| 18  | FW   | ペルー       | シャリフ・ラミレス               |
| 19  | MF   | ペルー       | アドリアン・アスクエス           |

| No. | Pos. |              | 選手名                 |
| --- | ---- | ------------ | ---------------------- |
| 20  | FW   | ペルー       | ルイス・ベニテス       |
| 21  | FW   | エクアドル   | カルロス・ガルセス     |
| 22  | MF   | ペルー       | クリスティアン・ネイラ |
| 24  | GK   | アルゼンチン | フアン・クルス・ボラド |
| 25  | GK   | チリ         | ミゲル・バルガス       |
| 26  | DF   | ペルー       | ハンセル・リオハス     |
| 28  | DF   | ペルー       | セバスティアン・カベロ |
| 29  | GK   | ウルグアイ   | イグナシオ・バリオス   |
| 30  | FW   | ペルー       | ベト・ダ・シルバ       |
| 31  | MF   | ペルー       | イバン・ロハス         |
| 32  | MF   | ペルー       | アロル・ロドリゲス     |
| 55  | MF   | アルゼンチン | アルフレード・ラムア   |
| 70  | DF   | コロンビア   | ジミー・バロジェス     |
| 99  | FW   | ペルー       | ナディア・コルンガ     |

## 歴代監督
- エロイ・カンポス
- フレディ・テルネーロ 1994
- セサール・クビージャ 1994
- アントニオ・アルサメンディ 1998
- フレディ・テルネーロ 2000–2001
- カルロス・フラード 2001
- フレディ・テルネーロ 2003–2004
- ウィマール・バレンシア 2005-2006
- フリオ・セサル・ウリベ 2007
- ホセ・バスアルド 2007
- フランコ・ナバーロ 2007–2008
- フリオ・セサル・ウリベ 2008-2009
- マルセロ・トロビアーニ 2009
- ホセ・トーレス 2009
- エドガル・オスピナ 2010
- セルヒオ・イバーラ 2010
- マルセロ・トロビアーニ 2011
- カルロス・フラード 2012
- ラウール・アリアス 2012
- マリオ・ビエラ 2012-2014
- パウル・コミンヘス 2015-2016
- フレディ・ガルシア 2017
- セルヒオ・イバーラ 2017-2018
- グスタボ・ロベラーノ 2018
- ドゥイリオ・シスネロス 2019
- マルセロ・グリオーニ 2019-2021
- ビクトル・リベラ 2021
- ヘラルド・アメリ 2021-2022
- セサル・ビヘバーニ 2022
- レオネル・アルバレス 2023
- ヘラルド・アメリ 2023
- オスカル・イバニェス 2023-2024
- クリスティアン・ディアス 2024-

## 歴代在籍選手
- ラモン・ロドリゲス 1995-2003, 2005-2006
- ヘルマン・カルティ 2002-2004
- オスカル・イバニェス 2003-2006
- カルロス・ロバトン 2003-2005
- サンティアゴ・アカシエテ 2003-2004
- フアン・カルロス・バサラール 2003-2008
- セルヒオ・イバーラ 2004-2005
- パオロ・デ・ラ・アサ 2005-2007
- ウィリアム・チロケ 2007-2008
- 澤昌克 2008
- エルネスト・アラカキ 2009
- オスカル・オリベラ
- カルロス・ルーゴ
- アレサンドロ・モラン 2002-2005